# Anastasio

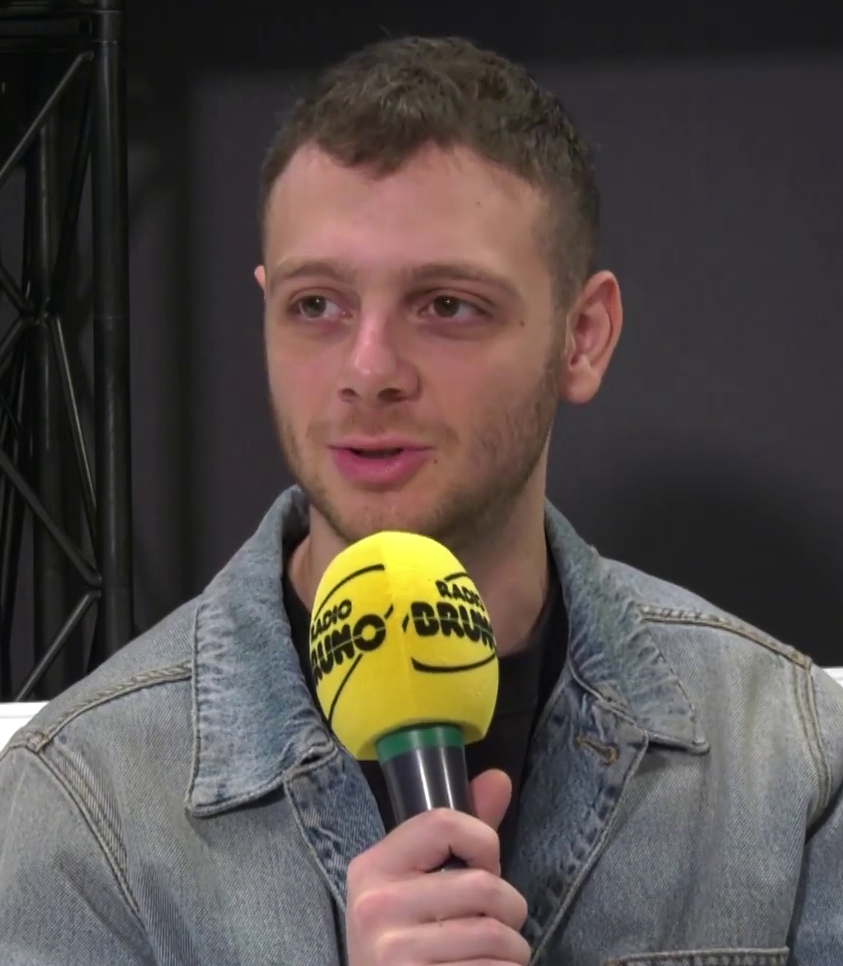
Anastasio, 2020

Anastasio (* 13. Mai 1997 in Meta, Metropolitanstadt Neapel, als Marco Anastasio), auch bekannt als Nasta, ist ein italienischer Rapper. Er gewann 2018 die Castingshow X Factor.

## Werdegang
Anastasio stammt aus einer Anwältefamilie und besuchte das Istituto Agrario (Landwirtschaftsschule) in Portici. Früh interessierte er sich für Freestyle-Rap. Über YouTube machte er 2015 unter dem Pseudonym Nasta als Rapper auf sich aufmerksam, mit der von Gigi Emme produzierten EP Disciplina sperimentale. Nach einer längeren Pause meldete er sich 2017 zurück und wurde Anfang 2018 durch das dem Fußballtrainer Maurizio Sarri gewidmete, virale Lied Come Maurizio Sarri bei einem größeren Publikum bekannt. Schließlich schaffte er es durch die Castings von X Factor, wo er sich im Team von Mara Maionchi zu einem der Favoriten der Juroren und des Publikums entwickelte. Sein Lied La fine del mondo erreichte nach Veröffentlichung Ende November 2018 die Spitze der italienischen Singlecharts. Am 13. Dezember ging Anastasio als Sieger aus dem X-Factor-Finale hervor.

## Diskografie

### Alben
| Jahr | Titel             | Höchstplatzierung, Gesamtwochen, AuszeichnungChartsChartplatzierungen (Jahr, Titel, Platzierungen, Wochen, Auszeichnungen, Anmerkungen) | Anmerkungen        |
| Jahr | Titel             | IT | Anmerkungen        |
| ---- | ----------------- | --- | ------------------ |
| 2018 | La fine del mondo | IT8 Gold · (10 Wo.)IT | Verkäufe: + 25.000 |
| 2020 | Atto zero         | IT10 (4 Wo.)IT |                    |
| 2022 | Mielemedicina     | IT95 (1 Wo.)IT |                    |

### EPs
- Disciplina sperimentale (Onlineveröffentlichung)

### Singles
| Jahr | Titel Album                             | Höchstplatzierung, Gesamtwochen, AuszeichnungChartsChartplatzierungen (Jahr, Titel, Album, Platzierungen, Wochen, Auszeichnungen, Anmerkungen) | Anmerkungen         |
| Jahr | Titel Album                             | IT | Anmerkungen         |
| --- | --------------------------------------- | --- | ------------------- |
| 2018 | La fine del mondo                       | IT1 ×2Doppelplatin · (18 Wo.)IT | Verkäufe: + 100.000 |
| 2018 | Another Brick in the Wall Pt. 2         | IT93 (2 Wo.)IT |                     |
| 2019 | Correre                                 | IT59 (2 Wo.)IT |                     |
| 2020 | Rosso di rabbia                         | IT15 (4 Wo.)IT |                     |
| Folgende Lieder erschienen nicht als Single, wurden aber durch das Album zum Download und Streaming bereitgestellt und konnten somit eine Platzierung erlangen: |                                         | |                     |
| |                                         | |                     |
| 2018 | Generale La fine del mondo              | IT16 (2 Wo.)IT |                     |
| 2018 | Ho lasciato le chiavi La fine del mondo | IT50 (1 Wo.)IT |                     |
| 2018 | Autunno La fine del mondo               | IT71 (1 Wo.)IT | feat. Bowland       |
| 2018 | Un adolescente La fine del mondo        | IT86 (1 Wo.)IT |                     |

## Belege
1. ↑  Chi è Anastasio, il concorrente di X Factor 2018. The Post Internazionale, 30. November 2018, abgerufen am 1. Dezember 2018 (italienisch).
2. ↑  Chi è Marco Anastasio, concorrente di X-Factor 12. In: Supereva.it. ItaliaOnline, abgerufen am 30. November 2018 (italienisch).
3. ↑  Kanal von Anastasio auf YouTube
4. 1 2  Archivio classifiche Top Singoli. FIMI, abgerufen am 1. Dezember 2018 (italienisch).
5. ↑  Certificazioni. FIMI, abgerufen am 2. Januar 2019 (italienisch).

| Personendaten    | Personendaten                                            |
| ---------------- | -------------------------------------------------------- |
| NAME             | Anastasio                                                |
| ALTERNATIVNAMEN  | Anastasio, Marco (vollständiger Name); Nasta (Pseudonym) |
| KURZBESCHREIBUNG | italienischer Rapper                                     |
| GEBURTSDATUM     | 13. Mai 1997                                             |
| GEBURTSORT       | Meta, Metropolitanstadt Neapel                           |